# Наташа Гінд
Наташа Гінд (англ. Natasha Hind, 21 серпня 1989) — новозеландська плавчиня.
Учасниця Олімпійських Ігор 2008, 2012 років.
Призерка Ігор Співдружності 2010 року.